# 西郷吉之助

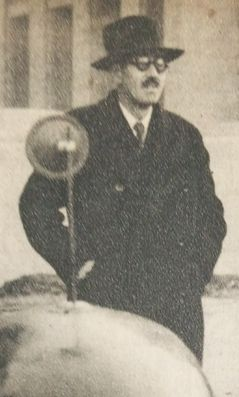
西郷吉之助（1948年）

西郷 吉之助（さいごう きちのすけ、1906年〈明治39年〉7月20日 - 1997年〈平成9年〉10月12日）は、日本の政治家、華族。位階は正三位。
法務大臣、参議院議員、貴族院議員。侯爵。西郷隆盛の嫡男である西郷寅太郎の三男。

## 来歴・人物
鹿児島県で生まれ、東京で育つ。学習院を経て、東北帝国大学経済学科卒業。学習院時代の同期には日中戦争で戦死した南郷茂章などがいた。祖父隆盛と同じく、堂々とした体躯で知られた。
興銀に入り、その後は南方開発金庫の参事、ジャワ支金庫業務課長を経て、貴族院議員（1936年（昭和11年） - 1947年（昭和22年））、1947年鹿児島県選挙区より参議院議員に当選。以後当選4回。参議院議員時代は長らく、自由民主党に所属。
参院議員任期中の1951年（昭和26年）の行政書士法制定には反対した。
1954年（昭和29年）には、東京都港区芝に建立された『西郷南洲（隆盛）・勝海舟会見の地』記念碑の銘文を揮毫している。
1968年（昭和43年）11月発足の第2次佐藤第2次改造内閣で法務大臣に就任する。大臣任期中の1969年（昭和44年）、かつてGHQ占領下で起訴された死刑囚の再審を規定した再審特例法案が提出されて廃案になった際に、6件7人の死刑囚に対して恩赦の検討を表明し、結果3人が無期懲役への減刑がなされた。
この頃より手形を乱発して債務は当時で4億円近くまで膨らみ債権者が騒ぎ出したため、西郷はその頃えせ同和行為で羽振りの良かった尾崎清光と繋がり、私設秘書や在日朝鮮人、暴力団などを使って議員会館内で債権者に暴力や恐喝を行う事件を起こし、その問題は国会でも追及され、西郷は自由民主党を離党している。
1971年の選挙では手形乱発事件の影響で無所属で出馬し落選、1974年の選挙も自由民主党から出馬したが落選し引退。
1986年春の叙勲で勲一等旭日大綬章受章（勲四等からの昇叙）。
1997年10月12日、心不全のため東京都大田区の自宅で死去、91歳。死没日をもって従三位から正三位に叙される。
後にも西郷の秘書たちが、立場を利用して入港する船舶検査に手心を加えるよう各所に電話する日々であった、などと月刊誌『正論』にて証言したり、逮捕収監されていた暴力団員の刑の停止に力を貸していた、などの不義行為が曝露されている。

## 栄典
- 1933年（昭和8年）9月1日 - 従四位[8]
- 1997年（平成9年）10月12日 - 正三位

## 家族
- 父：西郷寅太郎（1866 - 1919） - 陸軍歩兵大佐。西郷隆盛の次男。
- 母：西郷ノブ（1877 - ?） - 園田実徳の長女
- 前妻：徳川春子（1915 - ） - 侯爵徳川義親の二女。女子学習院卒。[9]
- 後妻：斎藤貞子（1925 - ） - 斎藤芳次郎の長女
  - 長女：和子（1946 - ） - 坪井和夫の妻。
  - 長男：吉太郎（1947 - ）
  - 次女：慶子（1949 - ） ‐ 安全信用組合理事長・鈴木紳介の妻[10]